# شارلین تائوله
شارلین تائوله پونسیانو (زاده ۱۱ مه 1991) که بیشتر با نام شارلین شناخته می‌شود، خواننده و بازیگر دومینیکن است. تائوله نزد ماریا رمولا و نادیا نیکولا آواز خواند و در نیویورک در مؤسسه تئاتر و فیلم لی استراسبرگ اجرا کرد.
تاول با دون عمر در لا فیلا همکاری کرده است. او نامزد جوایز موسیقی لاتین گرم شده است.

## فیلم‌شناسی
| سال       | فیلم‌ها و سریال‌های تلویزیونی     | نقش                | شبکه    |
| --------- | ------------------------------- | ------------------ | ------- |
| ۲۰۲۰      | معاون                           | گل رز              | فاکس    |
| ۲۰۱۸      | "نیکی جام" "ال گانادور"         | کاساندرا           | نتفلیکس |
| ۲۰۱۶–۲۰۱۷ | ستاره                           | ایوا               | فاکس    |
| ۲۰۱۵      | براواستون                       | آنجی               |         |
| ۲۰۱۳      | اشتیاق ممنوع                    | کامیلا باررا       |         |
| ۲۰۱۱–۲۰۱۳ | گراچی                           | کتیوسکا "کاتی"     | نکلودین |
| ۲۰۱۱      | جک دوست!                        |                    |         |
| ۲۰۱۰      | ترپیکو خون                      | ماریا ترزا میرابال |         |
| ۲۰۰۹      | لا سوگا                         |                    |         |
| ۲۰۰۸      | قتل لیپزیگ: امانوئلا            |                    |         |
| ۲۰۰۸      | "کنډیسا پور امور"               |                    |         |
| ۲۰۰۷      | ترپکو                           |                    |         |
| ۲۰۰۷      | اسپانویلا                       |                    |         |
| ۲۰۰۷      | یونول                           |                    |         |
| ۲۰۰۶      | قتل لیپزگ: فرار از سانت دومینگو |                    |         |
| ۲۰۰۶      | جشن دیل چیو                     |                    |         |
| ۲۰۰۶      | تراژدیال: Un código 666         |                    |         |
| ۲۰۰۶      | ویاجیرو                         |                    |         |
| ۲۰۰۵      | جشن بز                          |                    |         |
| ۲۰۰۵      | "لوس لوکوس" هم فکر می‌کند        | حجازل کرونل        |         |